# 莫蒂默·惠勒
羅伯特·埃里克·莫蒂默·惠勒爵士 FRS FBA FSA（1890年9月10日—1976年7月22日）是一名英國考古學家、英國陸軍軍官，曾任威爾斯國家博物館和倫敦博物館館長、倫敦大學學院考古研究所所長（創始人）和印度考古研究所所長。
他出生於格拉斯哥的一個中產階級家庭，從倫敦大學學院畢業後開始從事考古工作，一戰期間加入皇家炮兵部队，並升為少校，獲军功十字勋章。戰後繼續考古工作，發掘過梅登城堡。二戰爆發後，他再次走上戰場，擔任英國陸軍准將，戰後仍然致力於考古學研究。

## 早年
他出生於格拉斯哥的一個中產階級家庭，小名叫“Boberic”，
父親羅伯特·莫蒂默·惠勒（Robert Mortimer Wheeler）是一名記者，母親艾米麗（Emily，原姓Baynes）是其父的第二位妻子，也是托馬斯·斯賓塞·巴恩斯的姪女。羅伯特·埃里克·莫蒂默·惠勒出生兩年後，全家搬到愛丁堡，他的妹妹艾米也在那裡出生。
惠勒四岁时，父亲成为《布拉德福德观察者》（Bradford Observer）的主编，全家搬至布拉德福德北边的小村索尔泰尔，索尔泰尔周围是大片的荒野沼泽，惠勒对考古学的爱好在这里逐渐发育起来。他的母亲体弱多病，惠勒和母亲关系也不是很亲密，而更喜欢他的父亲。其父是一名博物学爱好者，业余时间喜欢打猎、钓鱼，还给惠勒买过许多艺术史方面的书籍。
1899年，惠勒就读于布拉德福德语法学校，1902年他的二妹贝蒂诞生 。1905年，其父转到报社（当时改名为Yorkshire Daily Observer）的伦敦编辑部工作，所以全家在那年12月搬到伦敦西达利奇的南克罗伊登路（South Croydon Road），1908年又搬到罗尔斯科特大道（Rollescourt Avenue）14号。15岁的惠勒不再上学，而是在伦敦自学，经常参观國家藝廊和维多利亚和阿尔伯特博物馆。
他考了两次大学，1907年终于考上伦敦大学学院，开始学习古典学，曾上过阿尔弗雷德·爱德华·豪斯曼的课。本科期间，他兼任《联合杂志》（Union Magazine）的编辑，为其画过不少插图。出于对艺术的爱好，他决定转学到大学学院下属的斯莱德美术学院，但后来感觉自己没有当画家的天分，所以又改回了原专业，他最终以二等学位毕业。
1912年，他又获得了一个古典学硕士学位。
1913年，他参与了维洛科尼乌姆（Viroconium Cornoviorum）的发掘工作。随后，他进入了皇家历史纪念物委员会（Royal Commission on Historical Monuments）工作，到斯特宾研究中世纪建筑。项目完工后，他开始专心研究英国的古罗马遗址。1914年夏，他和特蕾莎（Tessa）结婚。

## 一战
1914年，英国卷入第一次世界大战，惠勒自愿参军。同年11月9日，他临时被委任为伦敦大学士官训练队（University of London Officer Training Corps）中尉，负责教导炮兵 。1915年1月，他的儿子迈克尔诞生。同年5月，他转入皇家炮兵部队第一低地旅（1st Lowland Brigade），7月6日临时晋升为上尉，之后辗转于英国各地。 
1917年10月，他转入皇家炮兵部队第76野战火炮旅（76th Army Field Artillery Brigade），之后驻扎于比利时，参与了帕森达勒战役。战胜后，又前往意大利，参与了卡波雷托战役。1918年3月，火炮旅离开意大利，搭火车前往法国鲁昂附近。8月24日，他领着一支小队在萨皮尼附近顶着德军火力缴获两门野战炮，他因此获得一枚军功十字勋章。
直到德军在1918年11月投降为止，他一直都奔走在战场上。之后，他并没有立刻复员，直到次年3月为止，他驻扎在普尔海姆，利用当地博物馆做过一些诗歌研究，7月才回到伦敦。1921年9月20日，惠勒退伍，退伍时军衔为少校。

## 英国

### 威爾斯
回到倫敦後，他和家人一起住在戈登廣場附近的公寓裡，開始繼續在皇家歷史紀念物委員會進行考古學研究，曾在《埃塞克斯考古學會》（Essex Archaeological Society）和《羅馬研究期刊》（Journal of Roman Studies）發論文。此外，他又憑藉在普爾海姆做過的研究獲得了倫敦大學的博士學位。
他覺得委員會的工資太低，因此辭職，轉入威爾斯國家博物館，此外也在南威爾斯和蒙茅斯郡大學學院（University College of South Wales and Monmouthshire，今卡迪夫大學）兼職講師。由於工作的關係，全家在1920年8月搬至卡迪夫。他曾在威爾斯各地做巡迴講座，強調考古學的重要性。
1921年7月，他開始了為期六週的塞貢提烏姆（Segontium）發掘工作，1922年又開始第二期挖掘。1924年至1925年間，他負責了Y Gaer的發掘，之後還發掘過伊斯卡奧古斯塔（Isca Augusta）。1925年，牛津大學出版社出版了他的第一部書《史前和羅馬時代的威爾斯》（Prehistoric and Roman Wales），但他後來說這本書寫得並不好。
1924年，威爾斯國家博物館館長威廉·伊萬斯·霍伊尔（William Evans Hoyle）因病退休。經過查爾斯·里德·皮爾斯（Charles Reed Peers）、羅伯特·卡爾·博贊基特（Robert Carr Bosanquet）和H·J·弗勒（H. J. Fleure）的推薦，惠勒成為博物館館長。他致力於提高博物館的影響力，獲得了英格兰船东威廉·里爾登·史密斯爵士（William Reardon Smith）21,367鎊的贊助，後來也曾前往白廳進行遊說。博物館的新館得以建成，1927年由喬治五世親自剪綵。

### 倫敦博物馆

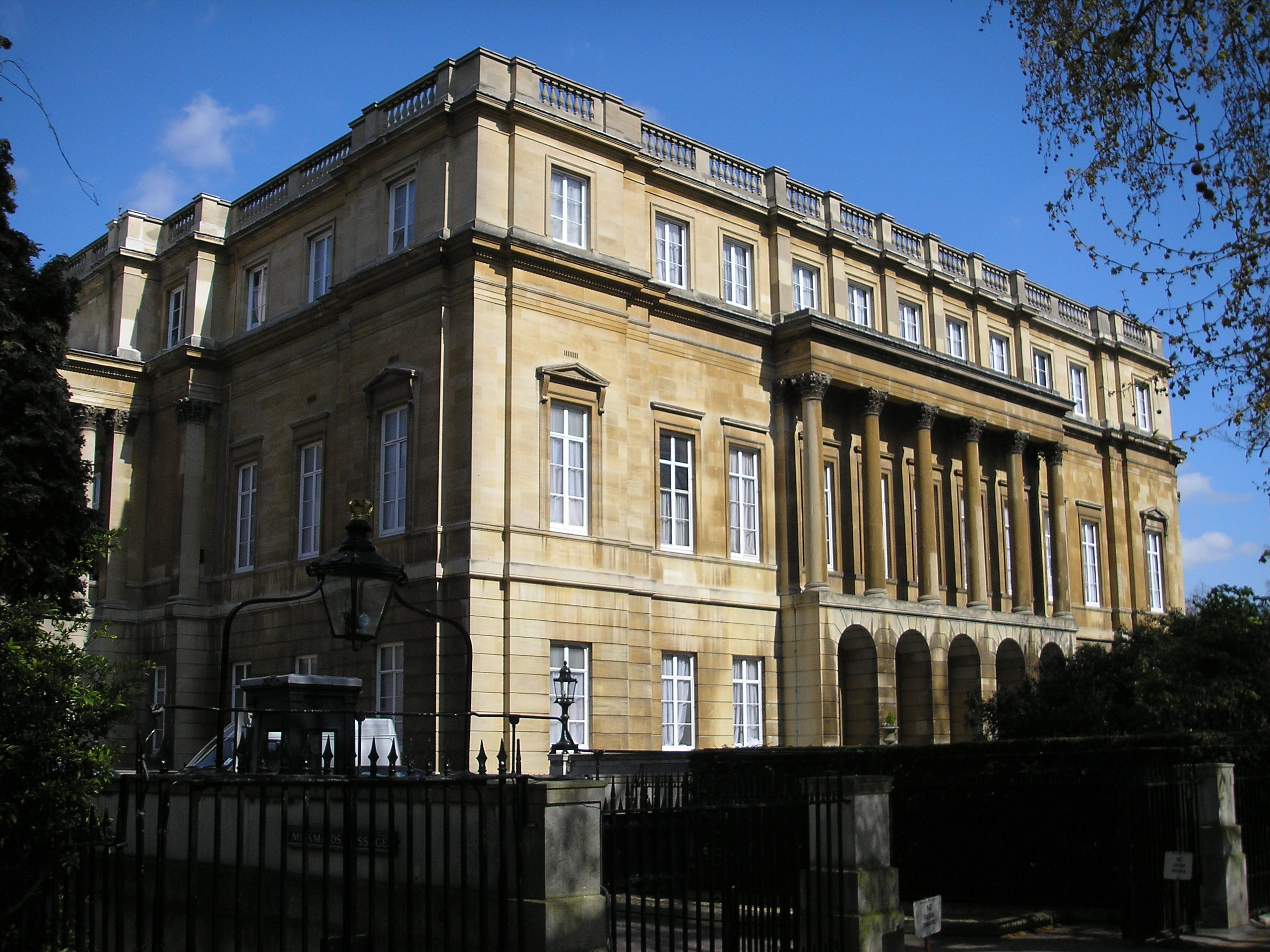
當時倫敦博物館所在地蘭開斯特府

倫敦博物館館長哈蒙·奧茨（Harmon Oates）退休之後，惠勒在1926年7月接任館長。他最初年薪只有600鎊，這可能導致惠勒不得不降低生活標準，搬入倫敦維多利亞車站附近的公寓裡。
根據倫敦博物館藏品，他寫成了《倫敦和維京人》（London and the Vikings）、《伦敦和萨克逊人》（London and the Saxons）、《伦敦和罗马人》（London and the Romans）三本书。他接任时，财政部给博物馆每年的拨款是5,000镑。惠勒认为这太少了，于是在1930年游说政客提高了博物馆拨款金额，他的年薪也涨到每年900镑。
在掌管伦敦博物馆不久后，他加入了伦敦文物学会。1927年，惠勒开始在伦敦大学学院教授一门硕士级别的考古学课程，1928年在大学学院主办《近年英国考古学》（Recent Work in British Archaeology）展。

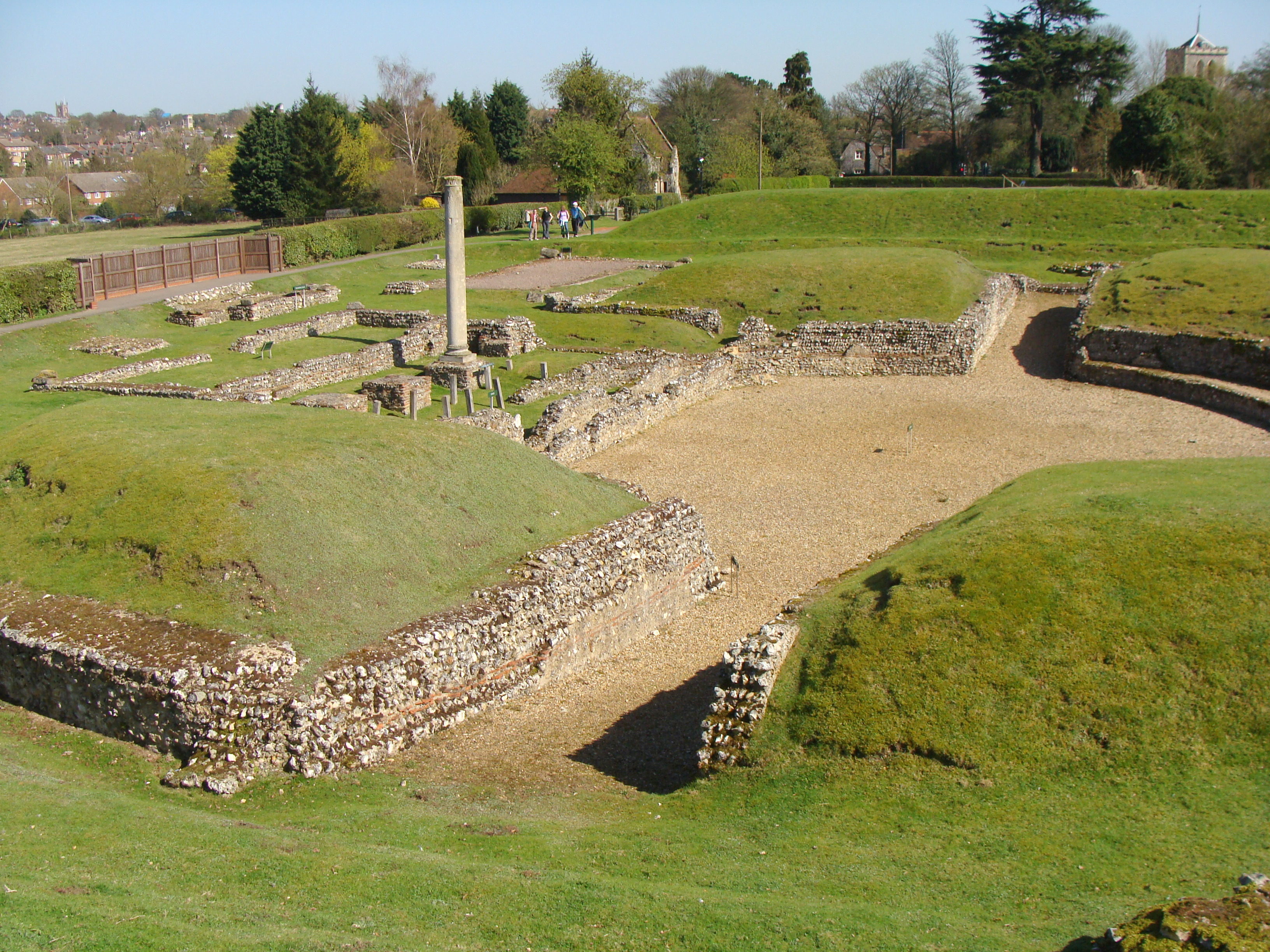
惠勒发掘过的维鲁拉米恩

此外，在1926年至1939年间，他仍然在英国各地进行考古发掘工作。这包括利德尼公园的罗马神庙、维鲁拉米恩等。不过相对于古罗马遗址来说，他对前古罗马时代的奧皮杜姆更感兴趣。考古发掘期间，他曾至少和三名助手发生过婚外情 。1936年，维鲁拉米恩的发掘报告发表，署名为惠勒和他的妻子。这份报告使得惠勒首次遭到批评。年轻的牛津大学基督堂学院考古学家诺威· 迈尔斯（Nowell Myres）说报告中提到的年代模糊不清，还存在惠勒的主观臆断。

### 考古研究所

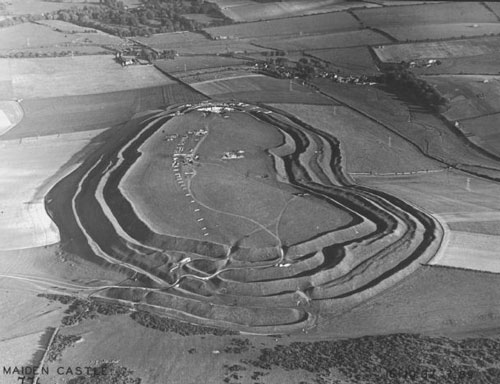
惠勒发掘的梅登城堡，摄于1937年

惠勒一直想在伦敦创办一所专门研究考古学、提供考古学教育的机构。他说服了伦敦大学，并开始和妻子特莎一起寻找资助人。1934年，伦敦大学学院考古研究所（UCL Institute of Archaeology）正式成立。还是伦敦博物馆馆长的惠勒成为名誉院长。同年6月，他获颁聖約翰勳章。
完成维鲁拉米恩的发掘工作后，他开始发掘梅登城堡，发掘工作在1934年至1937年间分四阶段进行。每次发掘参与者都在100人左右，是当时英国历史上最大的发掘行动。
他的发掘报告《多塞特郡梅登城堡》（Maiden Castle, Dorset）在1943年出版。但他的工作並沒有得到学界的一致认可，考古学家W·F·格兰姆斯（W. F. Grimes）认为惠勒的工作是有严重偏颇的，它对梅登城堡的社会-经济问题不置一词。在随后的几十年中，随着考古工作的进展，惠勒下的很多结论也被证明是错误的。
1936年，惠勒前往近东，从马赛航行到塞得港，参观了萨卡拉的古王国坟墓。随后，他又经由西奈半岛前往巴勒斯坦、黎巴嫩、叙利亚，沿途游览了不少考古遗址。但他对这些考古发掘的质量都不满意。他特别指出美国人发掘米吉多的手段“英国人25年前就不用了”。整个行程花去六周，返回英国之后才惊闻妻子已经死于治疗肺栓塞时进行的小手术中。这对惠勒打击很大。同年冬天，他的父亲也去世了。
1937年夏，他与一名名叫马维斯·德·维尔·科尔（Mavis de Vere Cole，霍拉斯·德·维尔·科尔之妻）的年轻寡妇发展出恋情。他们在发掘梅登城堡的时候就相识了。在惠勒多次求婚后，二人于1939年初在西敏市卡克斯顿厅（Caxton Hall）结婚，随后前往中东度蜜月。

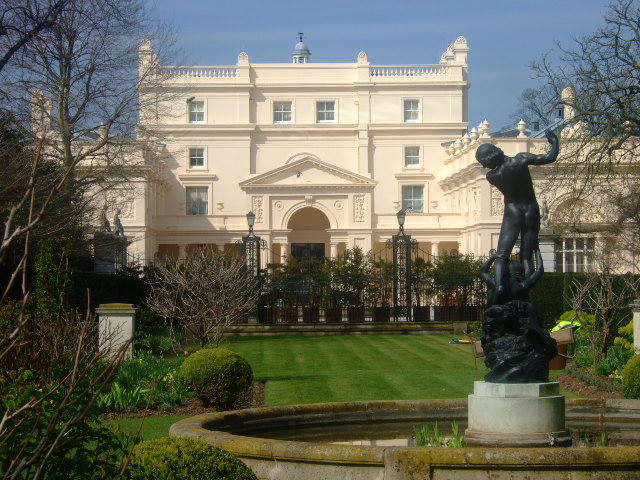
考古研究所最初所在的摄政公园圣约翰小屋

考古研究所的第一栋办公楼是位于摄政公园的圣约翰小屋（St John's Lodge）。约翰小屋本为皇室产业，掌管在第4代哈莱克伯爵威廉·奥姆斯比-戈尔手中。伯爵对考古学也很感兴趣，因此把建筑低价租给了考古研究所，1937年4月29日正式启用。
他在1939年8月获得布里斯托尔大学的荣誉博士学位，在颁奖典礼上遇到了温斯顿·丘吉尔。丘吉尔当时正在写《英語民族史》，因此询问了惠勒一些有关史前和中世纪早期不列颠的问题。
发掘完梅登城堡后，惠勒在1936年至1937年间到法国布列塔尼进行考古调查，之后决定发掘耶勒戈阿特附近的奥皮杜姆，并聘用了不少英国考古学家参与发掘工作。二战爆发后，他们返回英国。惠勒在法国的发掘报告《法国北部的山丘堡垒》（Hill-forts of Northern France）于1957年出版。

## 二战
惠勒是一名主战人士，认为英国应该参战以弥补在慕尼黑公约中受损的形象。他也再度自愿参军，1939年7月18日为少校，负责在恩菲爾德區组建第48轻防空连（48th Light Anti-Aircraft Battery），他的儿子迈克尔也在他招募的志愿军中。随着防空连的扩大，它改编为皇家炮兵部队第42机动轻防空团（42nd Mobile Light Anti-Aircraft Regiment），下辖四个连，惠勒也临时升为中校，他的士兵给他取了绰号“闪光的阿尔夫”（Flash Alf）。他御下极严，麾下有一名士兵训练时因流感逝世，很多人认为这是他的过错。与此同时，他在1939年成为古物学会的秘书，次年升为会长，因此多次前往伦敦处理学会事宜。1941年，他获封英国科学院院士。然而，他的家庭却出了变故，他的妻子出轨，被他当场捉奸，1942年3月离婚。
1941年夏，惠勒和他的三个连受命加入北非战场。他们在9月从格拉斯哥坐俄罗斯女皇号（RMS Empress of Russia）出发。当时地中海被敌军控制，他们绕道好望角，在德班临时登陆。惠勒对当地牛栏构造进行了研究，认为它们可能和铁器时代的不列颠聚居地有所联系。之后，在亚丁靠过一次岸后，他们最终抵达了苏伊士，驻扎于大苦湖。期间，他曾前往耶路撒冷看望病中的友人。回到埃及后，为了更好地应对敌机攻击，他试着当了一回威灵顿轰炸机的机枪手。

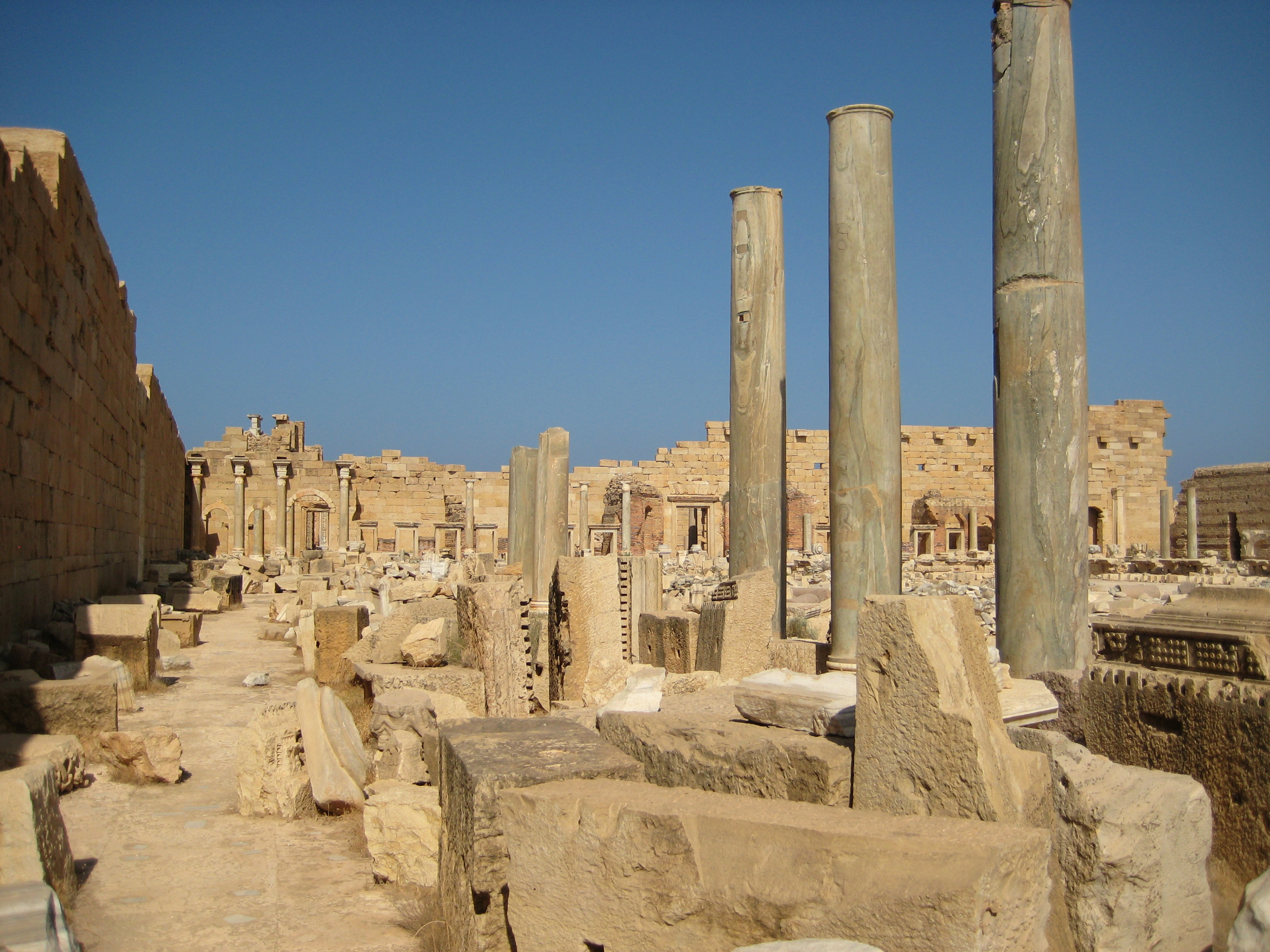
在北非，惠勒保护了不少当地考古遗址，大莱普提斯即是其中之一

在敌军强大的攻势下，隶属于第八军的惠勒随联军退往阿拉曼，之后参与了第二次阿拉曼战役，进攻过的黎波里。前往的黎波里的途中，他就担心北非的考古遗址会在军队交火中被毁，后来发现的黎波里和大莱普提斯果然遭到了英军破坏。他在军中宣传保护它们的重要性，并阻止了皇家空军在一座罗马遗址上建造雷达站。在得知英军将要攻占西西里岛时，他又力主保护岛上的古迹。
北非的德军投降后，他在1943年5月1日升为准将，前往阿尔及尔筹备入侵意大利。期间，他得知印度事务部（推荐人是印度总督阿奇博尔德·韦维尔）试图让他离开军队前往印度负责当地考古工作。虽然他对印度没有什么了解，但他还是答应在参加完意大利战役后就会前往印度就职。
1943年11月，他离开意大利返回伦敦，辞去了伦敦博物馆馆长和古物学会会长职务，将精力集中在考古研究所上，安排戈登·柴爾德接他的班，但也兼任古物学会在英国考古学理事会（Council for British Archaeology）的代表。他向金姆·科林格里奇（Kim Collingridge）求婚，因为金姆信仰天主教，他也随之改信。1944年2月，他乘坐艾克赛特市号（City of Exeter）运输船前往孟买。

## 印度

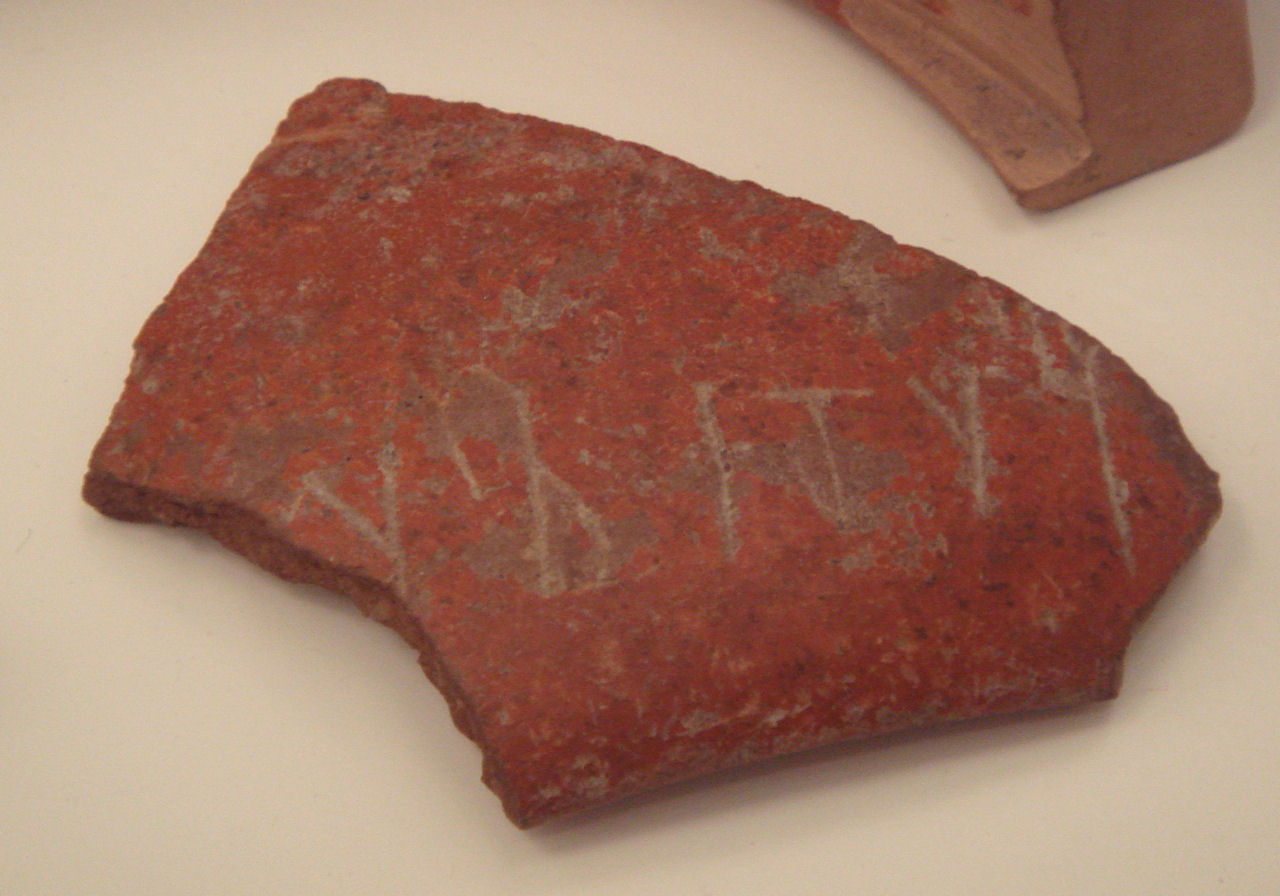
惠勒通过这样的瓷片发现了阿里卡梅杜与古罗马的贸易关系

1944年春，惠勒抵达孟买，孟买总督约翰·科尔维尔（John Colville）为他接风。之后，他乘坐火车前往德里，最后抵达印度考古研究所所在地西姆拉。他发现研究所缺乏资金和设备，“好像回到了1850年”。实际上，他开始根本不喜欢印度，在给英国的朋友们写信时曾说印度人“吃饭、思考和生活方式都不对...我觉得他们就像有毛病的发条玩具，不像是人”。他开除了吃空饷的人，还曾打过其他员工，试图用这样的暴力手段督促他们工作。
他开始招募新的员工，英国考古学家格林·丹尼尔和斯图亚特·皮戈特（Stuart Piggott）也受到了他的邀请，但两人都拒绝了他。他开始到印度次大陆各地调查研究所成员的工作情况，拟成一份工作指南。他任期内研究所的预算上涨了25%。
1944年10月，他在塔克西拉开办了一个为期六个月的考古学培训班，学生们很爱戴他。曾是他学生的印度考古学家B·B·拉尔说他虽然看起来脾气很坏，但实际上是一个很有同情心、也很和蔼的人。
惠勒最初对印度西北部的印度河流域文明很感兴趣，曾到摩亨朱-达罗和哈拉帕发掘过历史遗址。之后，他的注意力转向印度南部，在某座博物馆发现了一个罗马双耳瓶之后，他开始发掘阿里卡梅杜，发现那里曾在公元一世纪存在一个和罗马帝国有贸易往来的港口。受热带高温和暴雨影响，发掘工作不是太顺利。不过，就在发掘期间，二战结束了，在庆祝二战结束的那一天，他给工人们一人多发了一枚卢比的工资。阿里卡梅杜的发掘结束后，他又发掘了迈索尔婆罗马吉里的六座巨石文明古墓。

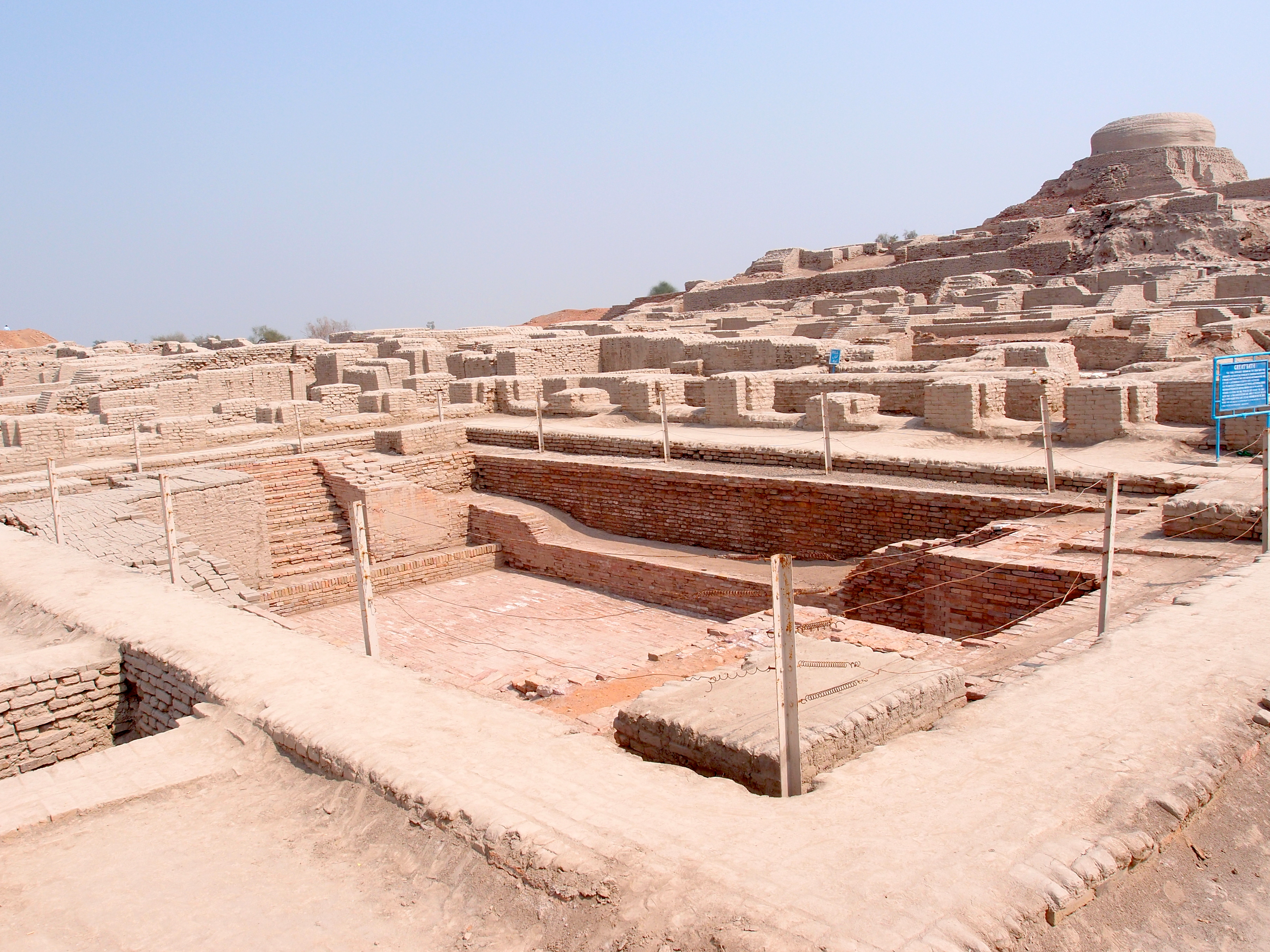
摩亨朱-达罗

惠勒创办了考古学期刊《古印度》（Ancient India）。虽然本来打算一年出两期，但由于缺乏纸张而多次延期，第一期《古印度》在1946年1月出版，随后在他任内又出版了三期。他和金姆在西姆拉结婚，随后一起随印度文化代表团（Indian Cultural Mission）前往伊朗扎黑丹，惠勒任团长，一路上游览了波斯波利斯、德黑兰、伊斯法罕、设拉子、帕萨尔加德和卡尚。惠勒对这趟行程很是满意，他尤其喜欢德黑兰的考古学博物馆和图书馆，认为它们远胜于印度的同侪。他们最后在巴格达搭飞机返回德里。1946年，他又随代表团前往阿富汗，他对那里的巴克特里亚古城很感兴趣，也参观过巴爾赫。
1947年印巴分治时惠勒仍在印度，他对由此产生的社会问题非常不满，因为他的很多优秀的学生现在变成巴基斯坦人了，没办法再一起共事。他协助过许多穆斯林同事逃离充满印度教暴徒的新德里。但是随着印度渐渐独立，他自己的处境也开始变差，到1947年10月，他已经是极少数还在印度身居高位的英国人，最终在印度民族主义者的逼迫下，惠勒离开印度返回了英国。他在1948年获得印度帝国勋章，是最后一批获得这枚勋章的人之一。
回到英国后，他在朋友的帮助下得到了皇家威尔士古代和历史遗址委员会（Royal Commission on the Ancient and Historical Monuments of Wales）的一份秘书的工作，但他认为这份工作不符合自己的学术地位，钱也不多，于是将其拒绝。他选择继续在考古研究所罗马行省考古部（Archaeology of the Roman Provinces）任职。巴基斯坦教育部邀请他担任巴基斯坦政府的考古学顾问，他答应了，但条件是接下来的三年间他每年只会在巴基斯坦待几个月。1948年9月1日，他以陆军中校、荣誉准将的军衔退伍，1956年9月获地方军勋章。

## 巴基斯坦和英国
惠勒在伦敦时和儿子儿媳一起住在哈勒姆街（Hallam Street），但他和儿媳关系不好，于是在1950年夏到山街（Mount Street）自己租房子住。一年后搬入妻子在马洛德街（Mallord Street）的房子，打算和闹矛盾的妻子重修旧好，但没有成功。他开始兼职在伦敦大学考古学研究所教课，和当时的所长柴尔德关系也不错。1949年4月，塞西尔·福克斯卸任后，惠勒被提名为古物学会会长，但没有竞争过詹姆斯·曼，柴尔德和O·G·S·克劳福德退会以示抗议。1950年，他获得皮特里奖（Petrie Medal），1952年获封骑士，7月8日在白金汉宫授勋。同年，他受美国考古研究所之邀举办了几场诺顿讲座，并在美国获得露西·沃顿·德雷克斯奖（Lucy Wharton Drexel Medal）。但他并不喜欢美国，一生中多次表现出反美情绪。

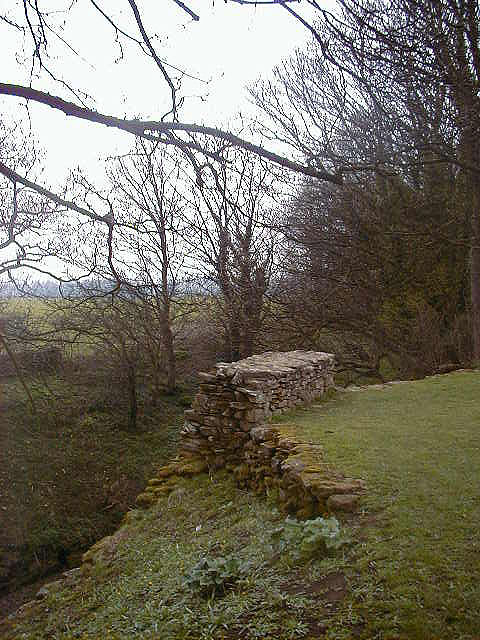
惠勒发掘的斯坦威克铁器时代堡垒，这部分现称惠勒之墙（Wheeler's Wall）

1949年夏，他在巴基斯坦自治領待了三个月，在印度考古研究所前成员的帮助下组建巴基斯坦考古局（Pakistani Archaeological Department）。惠勒也是巴基斯坦博物馆协会（Pakistani Museums Association） 首任会长，负责在印巴之间调节古物归属问题。
1950年初，他为了培养巴基斯坦的考古学学生，在摩亨朱-达罗举行了一次练习性发掘。英国来的莱斯利·阿尔科克（Leslie Alcock）是他的班长。这是惠勒唯一一次没有写发掘报告的发掘工作，是次的发现仅在他的《印度文明》（The Indus Civilization）一书中提及。
然而，他和巴基斯坦政府的关系逐渐恶化，于是拒绝在第三年继续到巴基斯坦工作。他返回了英国，1950年夏到宾顿山考古，是次项目很轻松，对他来说更像是度假。1951年和52年夏，他又受英国建筑工程部（Ministry of Works）的邀请到北约克郡发掘斯坦威克铁器时代堡垒，阿尔科克和他的妻子也参与了是次发掘，发掘报告在1954年出版。
除去考古学方面的工作，他在1949年担任了英国科学院的荣誉秘书，当时的科学院已经是日薄西山，惠勒致力于恢复它的名声。他推举了查尔斯·韦伯斯特（Charles Webster）为院长，一起引入了许多年轻人才。他们规定科学院理事会成员年不得超过75岁，引起遗老们的反抗，1951年提案遭据，但次年终于通过。为了协助自己处理各种事物，他雇佣了茉莉·迈尔斯（Molly Myers）为私人助理，她陪伴着惠勒直至其去世。

## 晚年
1956年，他自伦敦大学退休。同年，他的婚姻破产了，于是从妻子家搬出住进了中伦敦的惠特科姆街（Whitcomb Street）27号。1954年至1959年间，他是古物学会的会长。1961年至1966年间，他是歷史遺蹟委員會（Ancient Monuments Board）会长，后以年事已高为由辞职 。1963年，他做了一场前列腺手术，手术失败，卧床一个多月。1967年11月，他获封荣誉勋爵，1968年获选皇家学会院士。

### 去世
1973年春，惠勒曾在BBC的考古学节目《编年史》（Chronicle）中聊过他的生平。晚年的惠勒逐渐开始健忘，诸事依赖助理茉莉。1973年9月，他干脆搬进了茉莉在莱瑟黑德的家中，但仍保留伦敦的公寓，前往伦敦时仍会使用。他在伦敦完成了他的最后一部作品《我在印度和巴基斯坦的考古工作》（My Archaeological Mission to India and Pakistan），内容多由以前的作品剪辑而成，1976年出版。他在同年去世，以隆重的军礼入葬，英国科学院和皇家学会降半旗致哀，11月皮卡迪利圣雅各教堂举办纪念仪式。

### 腳註
1. ↑  Piggott 1977，第623頁; Hawkes 1982，第15頁.
2. ↑  Hawkes 1982，第19頁.
3. 1 2  Hawkes 1982，第15頁.
4. ↑  Piggott 1977，第623頁; Hawkes 1982，第16頁; Carr 2012，第75頁.
5. ↑  Hawkes 1982，第17, 23頁.
6. ↑  Hawkes 1982，第20頁.
7. ↑  Hawkes 1982，第18, 29頁.
8. ↑  Piggott 1977，第623頁; Hawkes 1982，第21頁.
9. ↑  Piggott 1977，第623頁; Hawkes 1982，第26頁; Carr 2012，第75頁.
10. ↑  Hawkes 1982，第26頁.
11. ↑  Piggott 1977，第623頁; Hawkes 1982，第31–32頁; Carr 2012，第75頁.
12. ↑  Hawkes 1982，第38頁.
13. ↑  Hawkes 1982，第32–33頁.
14. ↑  Piggott 1977，第623頁; Hawkes 1982，第40頁; Carr 2012，第77頁.
15. ↑  Piggott 1977，第624頁; Hawkes 1982，第41頁.
16. ↑  Hawkes 1982，第41–42頁.
17. ↑  Piggott 1977，第624頁; Hawkes 1982，第43–44頁.
18. ↑  Hawkes 1982，第45頁.
19. ↑  Piggott 1977，第624頁; Hawkes 1982，第45頁; Carr 2012，第77頁.
20. ↑  Piggott 1977，第625–626頁; Hawkes 1982，第51–52頁; Carr 2012，第79頁.
21. ↑  Piggott 1977，第626頁; Hawkes 1982，第52–53頁; Carr 2012，第79–80, 82頁.
22. 1 2  Hawkes 1982，第53頁; Carr 2012，第83頁.
23. ↑  . The London Gazette (Supplement). 19 January 1915.
24. ↑  Hawkes 1982，第55頁.
25. ↑  . The London Gazette. 3 August 1915.
26. ↑  . The London Gazette (Supplement). 7 September 1915.
27. ↑  Hawkes 1982，第55–56頁; Carr 2012，第83頁.
28. ↑  Hawkes 1982，第60頁.
29. ↑  Hawkes 1982，第61–63頁.
30. ↑  Hawkes 1982，第63頁.
31. ↑  Hawkes 1982，第69–71頁.
32. ↑  Hawkes 1982，第72–73頁.
33. ↑  Hawkes 1982，第73–74頁; Carr 2012，第86頁.
34. ↑  . The London Gazette (Supplement). 15 November 1921.
35. ↑  Hawkes 1982，第77頁; Carr 2012，第87頁.
36. ↑  Hawkes 1982，第78–79頁.
37. ↑  Piggott 1977，第626頁; Hawkes 1982，第79, 83頁; Carr 2012，第87頁.
38. ↑  Piggott 1977，第627頁; Hawkes 1982，第84頁.
39. ↑  Piggott 1977，第626頁; Hawkes 1982，第85–86頁; Carr 2012，第96頁.
40. ↑  Piggott 1977，第626頁; Hawkes 1982，第90頁; Carr 2012，第100–102頁.
41. ↑  Piggott 1977，第627頁; Hawkes 1982，第93頁.
42. 1 2  Hawkes 1982，第92頁.
43. ↑  Hawkes 1982，第94頁.
44. ↑  Hawkes 1982，第94–95頁.
45. ↑  Piggott 1977，第628頁; Hawkes 1982，第99–100頁; Carr 2012，第107頁.
46. ↑  Hawkes 1982，第107頁.
47. ↑  Piggott 1977，第628頁; Hawkes 1982，第109–110頁.
48. ↑  Hawkes 1982，第112頁.
49. ↑  Hawkes 1982，第113頁.
50. ↑  Hawkes 1982，第110頁.
51. ↑  Hawkes 1982，第127–128頁.
52. ↑  Hawkes 1982，第127頁.
53. ↑  Hawkes 1982，第144頁.
54. ↑  Hawkes 1982，第152–155頁; Carr 2012，第179頁.
55. ↑  Hawkes 1982，第155–156頁.
56. ↑  Hawkes 1982，第159頁; Carr 2012，第181頁.
57. ↑  Piggott 1977，第634頁; Hawkes 1982，第159–162頁; Carr 2012，第188–189頁.
58. ↑  Hawkes 1982，第129頁.
59. ↑  Hawkes 1982，第130頁.
60. ↑  . The London Gazette. 26 June 1934.
61. ↑  Piggott 1977，第633頁; Hawkes 1982，第162, 172頁.
62. ↑  Hawkes 1982，第163, 166頁.
63. ↑  Piggott 1977，第633頁; Hawkes 1982，第175頁; Carr 2012，第235頁.
64. ↑  Piggott 1977，第634頁; Hawkes 1982，第175–176頁; Carr 2012，第236頁.
65. ↑  Hawkes 1982，第177頁; Carr 2012，第235頁.
66. ↑  Hawkes 1982，第133頁.
67. ↑  Hawkes 1982，第134, 138頁; Carr 2012，第231頁.
68. ↑  Carr 2012，第241頁.
69. ↑  Hawkes 1982，第139頁.
70. ↑  Hawkes 1982，第167, 181–184頁; Carr 2012，第234頁.
71. ↑  Hawkes 1982，第190–191頁.
72. ↑  Hawkes 1982，第192頁.
73. ↑  Piggott 1977，第628頁; Hawkes 1982，第131–132頁; Carr 2012，第149–150頁.
74. ↑  Hawkes 1982，第140–141頁.
75. ↑  Hawkes 1982，第184頁.
76. ↑  Piggott 1977，第634–635頁; Hawkes 1982，第178–179頁.
77. ↑  Hawkes 1982，第192–194頁.
78. ↑  Piggott 1977，第635頁; Hawkes 1982，第194–195頁.
79. ↑  Hawkes 1982，第189頁.
80. ↑  . The London Gazette. 29 August 1939.
81. ↑  Hawkes 1982，第196–198頁.
82. ↑  . HM Stationery Office. 1942: 522f.
83. ↑  Hawkes 1982，第198, 199頁.
84. ↑  Piggott 1977，第635頁; Hawkes 1982，第198頁.
85. ↑  Hawkes 1982，第198–199頁.
86. ↑  Hawkes 1982，第200頁.
87. ↑  Piggott 1977，第638頁.
88. ↑  Hawkes 1982，第200–202頁.
89. ↑  Hawkes 1982，第203–205頁.
90. ↑  Hawkes 1982，第206頁.
91. ↑  Hawkes 1982，第207頁.
92. ↑  Hawkes 1982，第207–208頁.
93. ↑  Hawkes 1982，第208頁.
94. ↑  Hawkes 1982，第209–216頁.
95. ↑  Piggott 1977，第635頁; Hawkes 1982，第216–218頁.
96. ↑  Hawkes 1982，第218頁.
97. ↑  . HM Stationery Office. 1946: 522f.
98. ↑  Piggott 1977，第635頁; Hawkes 1982，第219–220頁.
99. ↑  Piggott 1977，第635–636頁; Hawkes 1982，第230–231頁; Guha 2003a，第4–5頁.
100. ↑  Piggott 1977，第635頁; Hawkes 1982，第220–221頁.
101. ↑  Hawkes 1982，第226–227頁.
102. ↑  Hawkes 1982，第227–229頁.
103. ↑  Hawkes 1982，第229頁.
104. ↑  Hawkes 1982，第232–233頁.
105. 1 2 3  Hawkes 1982，第234頁.
106. ↑  Guha 2003a，第6–7頁.
107. ↑  Hawkes 1982，第233頁.
108. ↑  Hawkes 1982，第235頁.
109. ↑  Piggott 1977，第636頁; Hawkes 1982，第235頁.
110. ↑  Hawkes 1982，第245頁.
111. ↑  Piggott 1977，第637頁; Hawkes 1982，第240頁.
112. ↑  Hawkes 1982，第241頁.
113. ↑  Hawkes 1982，第236–237頁.
114. ↑  Piggott 1977，第637頁; Hawkes 1982，第238–244頁.
115. ↑  Hawkes 1982，第255–256頁.
116. ↑  Piggott 1977，第637頁; Hawkes 1982，第245–246頁.
117. ↑  Hawkes 1982，第247頁.
118. ↑  Hawkes 1982，第247–249頁.
119. ↑  Hawkes 1982，第252–254頁.
120. 1 2  Hawkes 1982，第257頁.
121. ↑  Hawkes 1982，第257–258頁.
122. ↑  Hawkes 1982，第258頁.
123. ↑  . The London Gazette (Supplement). 30 December 1947.
124. ↑  Hawkes 1982，第259–260頁.
125. ↑  Piggott 1977，第638頁; Hawkes 1982，第260頁.
126. ↑  Piggott 1977，第638頁; Hawkes 1982，第261頁.
127. ↑  . The London Gazette (Supplement). 2 March 1951.
128. ↑  . The London Gazette (Supplement). 11 September 1956.
129. 1 2  Hawkes 1982，第271頁.
130. ↑  Hawkes 1982，第279頁.
131. ↑  Hawkes 1982，第263–263頁.
132. ↑  Hawkes 1982，第265–266頁.
133. 1 2 3  Hawkes 1982，第278頁.
134. ↑  . The London Gazette (Supplement). 30 May 1952.
135. ↑  . The London Gazette. 11 July 1952.
136. 1 2  Hawkes 1982，第264頁.
137. ↑  Hawkes 1982，第266–267頁.
138. ↑  Hawkes 1982，第267–269頁.
139. ↑  Hawkes 1982，第270頁.
140. ↑  Piggott 1977，第638頁; Hawkes 1982，第270頁.
141. ↑  Hawkes 1982，第272頁.
142. ↑  Piggott 1977，第638頁; Hawkes 1982，第273–277頁.
143. ↑  Piggott 1977，第638–639頁; Hawkes 1982，第267, 281頁.
144. ↑  Piggott 1977，第639頁.
145. ↑  Piggott 1977，第639頁; Hawkes 1982，第280, 283–284頁.
146. ↑  Hawkes 1982，第282頁.
147. ↑  Hawkes 1982，第320頁.
148. ↑  Hawkes 1982，第319–320頁.
149. ↑  Piggott 1977，第640頁; Hawkes 1982，第330–331頁.
150. ↑  Piggott 1977，第640頁; Hawkes 1982，第331–332頁.
151. ↑  Hawkes 1982，第341–342頁.
152. ↑  Hawkes 1982，第312頁.
153. ↑  Piggott 1977，第639頁; Hawkes 1982，第356頁.
154. ↑  Hawkes 1982，第363–368頁.
155. ↑  Hawkes 1982，第371頁.
156. ↑  Hawkes 1982，第373頁.
157. 1 2 3  Hawkes 1982，第377頁.

### 來源
- Bahn, Paul. . London: Oval. 1999. ISBN 978-1-902825-47-2.
- British Archaeology.  132. Council for British Archaeology. 2013: 16–17. |journal=被忽略 (帮助)

- Carr, Lydia C. . Oxford: Oxford University Press. 2012. ISBN 978-0-19-964022-5.

- Chakrabarti, Dilip K. . World Archaeology (Taylor & Francis). 1982, 13 (3): 326–344. JSTOR 124387. doi:10.1080/00438243.1982.9979837.

- Clark, Ronald William. . New York: Roy Publishers. 1960.

- Guha, Sudeshna. . Bulletin of the History of Archaeology (Ubiquity Press). 2003a, 13 (1): 4–10  [2020-04-19]. doi:10.5334/bha.13102. （原始内容存档于2014-11-09）.

- Guha, Sudeshna. . South Asian Studies (Taylor & Francis). 2003b, 19 (1): 43–55. doi:10.1080/02666030.2003.9628620.

- Hawkes, Jacquetta. . London: Weidenfeld and Nicolson. 1982. ISBN 978-0-297-78056-4.

- . Bollywood Hungama.   [5 June 2015]. （原始内容存档于2015-06-05）.

- Johansen, P.G.  (PDF). Asian Perspectives (University of Hawaii Press). 2003, 42 (2): 192–206  [2020-04-19]. doi:10.1353/asi.2003.0038. （原始内容存档 (PDF)于2017-09-22）.

- Mallowan, Max. . Iran (British Institute of Persian Studies). 1977, 15: v–vi. JSTOR 4300558.

- Moshenska, Gabriel; Schadla-Hall, Tim. . Public Archaeology (Maney). 2011, 10 (1): 46–55. doi:10.1179/175355311x12991501673221.

- Moshenska, Gabriel; Salamunovich, Alex. . Papers from the Institute of Archaeology (Ubiquity Press). 2013, 23 (1): 1–7  [2020-04-19]. doi:10.5334/pia.436. （原始内容存档于2014-10-14）.

- Piggott, Stuart. . Biographical Memoirs of Fellows of the Royal Society (The Royal Society). 1977, 23: 623–642. JSTOR 769628. doi:10.1098/rsbm.1977.0023.

- Pleasance, Chris. . Mail Online. Daily Mail and General Trust. 26 April 2014  [25 August 2015]. （原始内容存档于2020-11-12）.

- Raglan. . Man (Royal Anthropological Institute of Great Britain and Ireland). 1961, 61: 60. JSTOR 2795801.

- Sankalia, H. D. . American Anthropologist (Wiley on behalf of the American Anthropological Association). 1977, 79 (4): 894–895. JSTOR 673283. doi:10.1525/aa.1977.79.4.02a00090.

- Srivathsan, A. . The Hindu (The Hindu Group). 1 July 2011  [2 July 2011]. （原始内容存档于2015-09-19）.

- Stout, Adam. . Malden and Oxford: Blackwell. 2008. ISBN 978-1-4051-5505-2.

- Vasudevan, Ravi. . London: Palgrave Macmillan. 2011. ISBN 978-0-230-24764-2.

## 擴展閱讀
- Jane McIntosh, 'Wheeler, Sir (Robert Eric) Mortimer (1890–1976)', Oxford Dictionary of National Biography, Oxford University Press, 2004; online edn, September 2012 accessed 11 March 2013

## 外部連接
- "Sir Mortimer and Magnus" interview available on BBC iPlayer （页面存档备份，存于）
- Dictionary of Art Historians （页面存档备份，存于）
- National Portrait Gallery （页面存档备份，存于）